# Ámbar azul

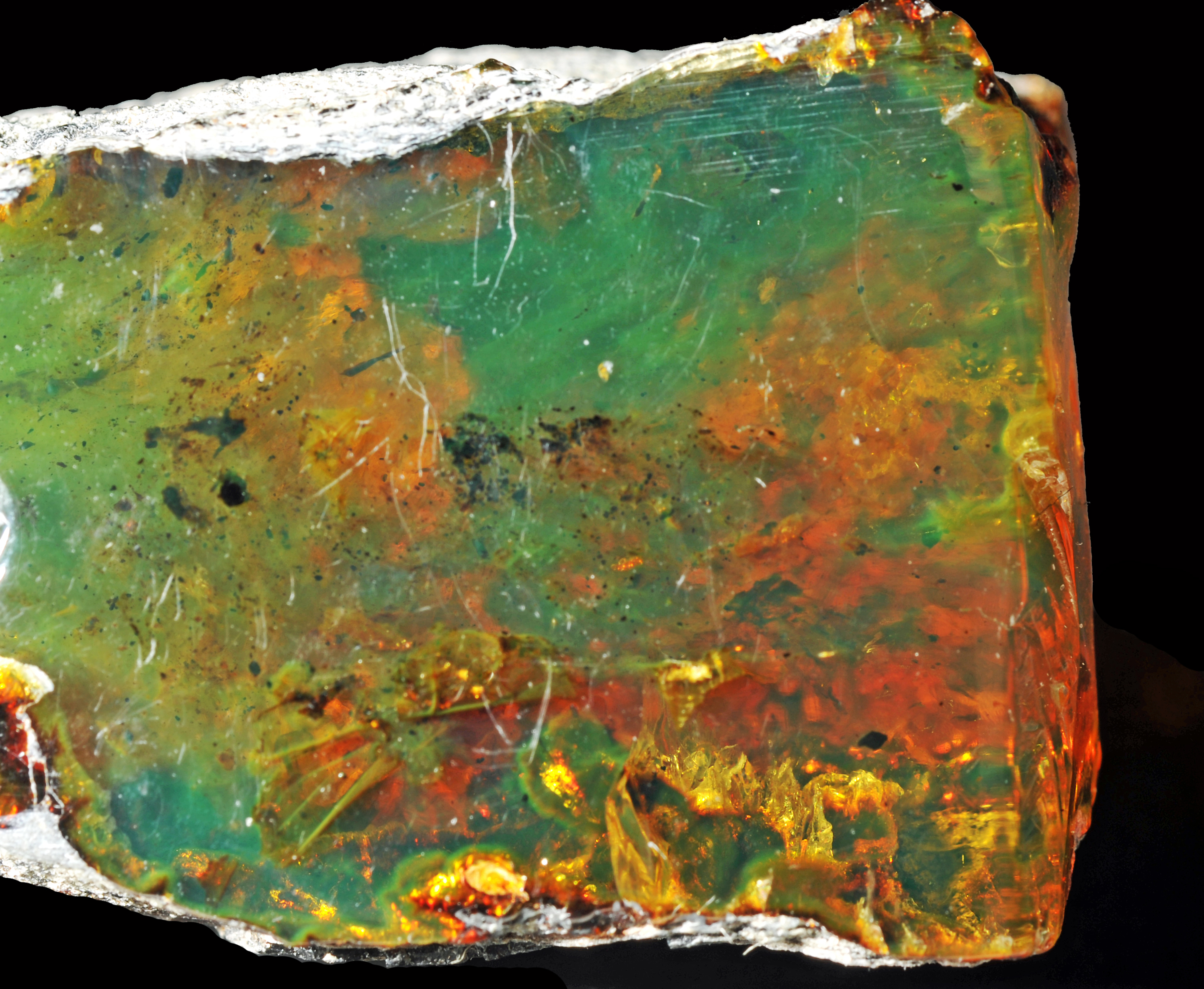
Ámbar azul pulido

El ámbar azul es un tipo de ámbar que exhibe una coloración rara y clara. Es más común en las minas de ámbar en las montañas cerca de Santiago, República Dominicana. Aunque poco conocido debido a su rareza, ha estado presente desde el descubrimiento del ámbar dominicano.

## Apariencia
Bajo luz artificial, el ámbar azul aparece como el ámbar ordinario, pero bajo la luz del sol tiene una intensa coloración azul fluorescente. Cuando se mantiene contra el sol aparecerá como el ámbar ordinario, y bajo la luz ultravioleta presentará un brillante color azul lechoso.
El ámbar azul emite un aroma agradable, que es diferente del que presenta habitualmente el ámbar cuando está en proceso de corte y pulido.